# 780-я транспортная вертолётная эскадрилья
780-я транспортная вертолётная эскадрилья (сербохорв. 780. transportna helikopterska eskadrila / 780. транспортна хеликоптерска ескадрила) — вертолётная эскадрилья военно-воздушных сил и войск ПВО СФРЮ. Образована в октябре 1960 года как 34-я вертолётная эскадрилья (сербохорв. 34. helikopterska eskadrila / 34. хеликоптерска ескадрила).

## История
34-я вертолётная эскадрилья образована в октябре 1960 года на аэродроме Ниша как часть 107-го вертолётного полка, была оснащена советскими вертолётами Ми-4. В апреле 1961 года в рамках плана реформ ВВС «Дрвар» была переименована в 780-ю транспортную вертолётную эскадрилью. С 1964 года находилась на аэродроме Плесо у Загреба в составе 111-го вспомогательного авиационного полка. К 1973 году вертолёты Ми-4 были заменены новыми вертолётами типа Ми-8Т. С 1973 года эскадрилья была в составе 111-й авиационной бригады. В 1990 году в рамках плана реорганизации ВВС «Единство-3» была расформирована 781-я транспортная вертолётная эскадрилья из 111-й бригады, и её личный состав перешёл в 780-ю эскадрилью.
С первых дней эскадрилья участвовала в войне в Словении. 27 июня 1991 года один вертолёт Ми-8Т был сбит бойцами ТО Словении, погибли все три члена экипажа на его борту. После начала войны в Хорватии 111-я авиационная бригада ВВС СФРЮ оказалась на территории, окружённая хорватскими войсками, и Верховное командование ВВС Югославии потребовало провести эвакуацию воинских частей на безопасную территорию. Три вертолётных эскадрильи перелетели на аэродром Залужани под Баня-Лукой и были преобразованы в 111-й вертолётный полк, состоявший из двух эскадрилий. 780-я вертолётная эскадрилья использовалась для переброски войск, доставки боеприпасов, эвакуации гражданских лиц, поиска и спасения солдат и эвакуации раненых.
12 мая 1992 года 111-й вертолётный полк с двумя эскадрильями в составе вошёл в состав ВВС Республики Сербской. 26 июля он был расформирован и преобразован в 92-ю смешанную авиационную бригаду. В том же году 780-я транспортная и 711-я противотанковая эскадрильи были расформированы, а на их основе была образована 89-я смешанная вертолётная эскадрилья.